# فينتي كونازول
فينتي كونازول Fenticonazole هو مضاد فطري  من زمرة الآزول يستخدم موضعيا كملح نترات لعلاج المبيضات الفرجية المهبلية vulvovaginal candidiasis. وهو فعال ضد بعض الكائنات الحية منها مسببات الالتهابات الجلدية والنخالة الملاسيزية وداء المبيضات.

## الاستخدام وطريقة الإعطاء
ذو طيف واسع من النشاط المضاد للفطريات نشاطه ضد الجلدية والخمائر ويعمل ضد الطفيليات وحيدة الخلية ضد المشعرات المهبلية.
- كفرزجة (بيوض مهبلية تدخل في المهبل بجرعة 200 ملجم عند موعد النوم لمدة 3 ليال أو بجرعة 600 ملجم كجرعة وحيدة.
- ككريم موضعي 2% أو كمحلول على شكل ملح نترات لعلاج الالتهابات الفطرية الجلدية.

## الآثار الجانبية
- الحكة والحرقان عندما يستخدم كملح نترات.
- قد يسبب ضرر بموانع الحمل اللاتكس والمطاطية وموانع الحمل الإضافية المستخدمة.[7]